# Дичо Зограф
Вижте пояснителната страница за други личности с името Димитър Кръстев.
Димитър (Дичо) Кръстев (Кръстевич) Дичов, известен най-често като Дичо Зограф, е български иконописец, виден представител на Дебърската художествена школа. Дичо Зограф предпочита кавалетната живопис и е един от най-плодотворните зографи на Българското възраждане – огромно количество красиви икони и фрески са разпръснати из Драмско, Охридско, Сярско, Кумановско, Воденско, Видинско, Кулско, Ломско, Скопско и Албания.

## Биография
Роден е в голямото мияшко село Тресонче, Дебърско, през март 1819 година според собствените му бележки. Жени се на 1 юли 1839 година. Честите подписи на Дичо позволяват добре да се проследи творческият му път. Предполага се, че учи дърворезба при баща си, зографа Кръсте Дичов Перков, а после при зографите Михаил Анагност от Самарина и сина му Димитър – монах Данаил в Драмско.
Първите дела на Димитър Кръстев са по беломорското крайбрежие и иконите в църквата „Свети Георги“ от 1841 година в съседната на Тресонче мияшка паланка Лазарополе. Иконите в църквата в Лазарополе обаче са подписани „Дичо Перкоски“ и идентификацията с Дичо Зограф все още е нестабилна, както и не е сигурна работата му по егейското крайбрежие. Първото със сигурност известно дело на Дичо Зограф е иконата на Света Богородица Пантонхара (Радост за всички) от църквата „Свети Йоан Богослов Канео“ в Охрид, подписана и датирана в 1844 година. Именно тази икона показва силно влияние на Михаил Анагност и Димитър Самарински.
В 1844 и 1845 година Дичо работи за църквите в родния си край – за „Въведение Богородично“ в Росоки, където изработва престолните икони от иконостаса. Дичо изработва иконите Исус Христос Цар и Велики архиерей, Свети Йоан Предтеча, подписани и датирани в 1844 година, и Света Богородица Одигитрия, подписана и датирана в 1845 година. След това работи в „Св. св. Петър и Павел“ в Тресонче, където се връща няколко пъти до 1854 г. Изписването на престолните икони започва в 1845 година, когато датира и подписва иконите „Света Богородица Одигитрия“, „Исус Христос Вседържител“, „Свети Йоан Предтеча“ и „Събор на Светите Апостоли“. На следната 1846 година изработва иконите „Свети Никола Чудотворец“, „Свети Трима Йерарси“ и „Свети Атанасий“. Престолните икони за този храм са едни от най-впечатляващите му дела. От 1845 година е подписаната и датирана икона на Въведение Богородично от едноименната църква „Въведение Богородично“ в Ябланица, Стружко.
Едни от ранните икони на Дичо Зограф – от 1844 година, са открити в църквата „Света Неделя“ в Дебрене, Мелнишко.

### В Скопско
Осемнадесет години Дичо работи в Скопско, като работата му започва непосредствено след края на кървавото Албанско въстание на Дервиш Цара. Първото известно дело на Дичо в Скопско е обновяването на иконостаса на църквата „Свети Спас“ в Кучевища – важен духовен център на региона. При пожар от 1983 година по-голямата част от иконите му изгарят, като е запазена олтарната врата на протезиса, на която е нарисуван Архангел Михаил, който отнема душата на богатия, подписана и датирана 30 ноември 1845 г. Изображението се отличава с изискан рисунък и сложна композиция. Запазени са и по-малки празнични икони, които не са подписани: Рождество Христово, Кръщене Христово, Влизане в Ерусалим и Свети Петър, за които без съмнение може да се твърди, че са дела на Дичо Зограф. Те днес се пазят в протезиса на храма.
- Икони от „Свети Спас“ в Кучевище, 1845 г.
- „Архангел Михаил“
- „Рождество“
- „Кръщене Христово“
- „Влизане в Йерусалим“
- „Свети Петър“

След това Дичо в края на 1845 – началото на 1846 и отново в 1847 година работи в „Свети Георги“ в Баняне. Ктиторският надпис над западната врата от притвора към наоса дава дата на завършване 5 декември 1846 г. За храма Дичо изписва иконите на целия иконостас и цялата нова живопис на храма – на източната стена на притвора. На иконостаса има четири престолни икони: Исус Христос Вседържител, Богородица с Христос, подписана и датирана 1845, Йоан Предтеча и Архангел Михаил. Парапетните плочи са декорирани с флорални елементи. Дичово дело са и царските двери, 15-те апостолски икони, 15-те празнични икони и кръстът над иконостаса. На стената в притвора са запазени пет фрески: Свети Георги, Богородица с Христос, Исус Христос Вседържител, Свети Йоан Предтеча и Свети Димитър, а под тях имитации на парапетни плочи, на които са изписани кантароси с цвете и комплексната композиция на Страшния съд, за която в литературата има спор дали е Дичово дело. Макар да е единствен открит досета пример за подобен тип стенопис от Дичо Зограф, стилистичните характеристики и иконографското решение на композицията навеждат на неговото авторство.
- Икони от „Свети Георги“ в Баняне, 1845-1846 г.
- „Йоан Кръстител“
- „Богородица с Христос“
- „Христос Вседържител“

В 1846 година след „Свети Георги“ Дичо продължава работа в манастирската църква „Свети Илия Горни“, над селото Баняне. На парапетната плоча на иконостаса под престолната икона на Исус Христос Вседържител, подписана и датирана 1846, има надпис, който осведомява за обновяването на иконостаса от страна на Дичо Зограф. Негови са и осемте апостолски икони.
В края на 1846 г. и началото на 1847 г. Дичо Зограф работи иконите за целия иконостас и стенописите в купола и наоса на манастирската църква „Свети Никита“ край село Горняне. За иконостаса прави престолните икони „Исус Христос Вседържител“, „Богородица с Христос“ и двете подписани и датирани 20 декември 1846 г.; „Свети Йоан Предтеча“, „Свети Никита“, подписана и датирана 15 февруари 1847 г.; „Архангел Михаил“, неподписана, но с имената на ктиторите и датирана 1847; „Коронясване на Богородица“, също недописана, но очевидно Дичово дело. Иконата на Свети Георги и Свети Димитър, подписана от Дичо и датирана 13 април 1856 година, подпряна на долната част на иконостаса, вероятно е от иконостаса от църквата „Света Троица“ в село Чучер.
Дичо в църквата „Свети Никита“ изработва и царските двери, апостолските икони, като например иконата с на Апостол Яков, празничните икони, сред които и „Отсичане на главата на Свети Йоан Кръстител“, кръста над иконостаса и малката икона „Богородица с Христос и светци“. Дичо изписва наново Божествената литургия с Исус Вседържител в темето на купола на наоса, запазвайки инкарната и линията на формите на по-старите майстори. Композицията се атрибутира на Дичо Зограф по стилистичните характеристики и след сравнение с останалите примери на „Божествена литургия“, изписани от Дичо за други църкви. В нишата на южната фасада, вляво от входа на църквата са запазени повредени части от Дичови стенописи на патрона на храма Свети Никола на кон.

- Икони от „Свети Никита“ в Баняне, 1846 – 1847 г.
- „Свети Никита“, подписана и датирана 15 февруари 1847 г.
- „Архангел Михаил“, неподписана, с имената на ктиторите и датирана 1847 г.
- „Коронясване на Богородица“ недописана
- „Свети Георги и Свети Димитър“, подписана и датирана 13 април 1856 г.
- „Свети Яков“
- „Отсичане на главата на Йоан Кръстител“
- „Богородица с Христос и светци“

### В Западна Македония
След Скопско в 1848 година Дичо Зограф се прехвърля да работи в църквите в Реканския и Гостиварския край. За манастирската църква в Бигорския манастир изписва кивота за мощи според кивота за мощи на Михаил Анагност и Димитър, изписан за същата църква в 1833 година. В църквата „Свети Архангел Михаил“ в село Битуше изписва престолните икони за иконостаса и няколко медальона със светци на долния дял от свода на наоса. Подписва се на престолните икони на Свети Никола, Свети Илия, Свети Георги, Св. св. Модест и Спиридон и Свети Димитър. В църквата „Свети Георги“ в село Райчица работи дълго време върху стенописите. В 1848 година работи в централния дял от наоса, а в пространството на вътрешния травей със сляпа калота – в 1849 година. Според запазения надпис от външната страна над входа, работата е завършена в 1852 година.
В църквата „Света Богородица“ в село Вапа в 1848 – 1849 година изписва престолните иконите за иконостаса. Празничните икони от този иконостас са работени в периода от 1851 до 1853 година.
Повторно в храма „Свети апостоли Петър и Павел“ изписва светците покровители в цял ръст и с модел на църква в ръцете в нишата над входната врата. Според надписа композицията е завършена на 27 май 1849 година. Празничните икони от иконостаса ги работи в периода от 1847 до 1849 година. В 1851 година прави царските двери с Благовещение и пророците Давид и Соломон, а в 1853 година на южната врата на иконостаса изписва Свети Харалампий и вързаната чума. Художествената декорация на иконоската е монохромна – от сивосини до интензивно сини тонове. В същия стил и тоналност Дичо Зограф декорира цялата вътрешност на храма. Иконостасът и декорацията са завършени окончателно в 1854 година.
Междувременно отново в Бигорския манастир в мъжката трапезария изписва портрета на митрополит Мелетий Дебърски, датиран 16 юни 1849 година. В църквата „Свети Никола“ в село Кичиница изработва иконостасните икони. След Кичиница Дичо работи в храма „Свети Ахил Лариски“ в село Требище. След завършването на работата по живописта – 8 юни 1850 г., Дичо започва изработката на иконите за иконостаса, който е завършен едва в 1861 г., когато Дичо изписва певницата и го декорира. В иконостаса са вградени икони, работени в периода от 1849 до 1861 година. На иконите са изписани тропари – рядко срещано явление, характерно за Дичото творчество.
Повторно се връща в Росоки в 1850 година, в храма „Въведение Богородично“, където изработва празничните икони за иконостаса и стенописа „Въведение Богородично“ в нишата над входната врата. За това свидетелства ктиторският надпис над южния вход. За този храм получава поръчки чак до 1854 година, между които се отличава иконата на Богородица с Исис и седемте допоясни изображения на светци в долния дял от 1851 година и Свети Харалампий от вратата на дяконикона, подписана и датирана март 1852 година.
В периода 1849 – 1853 г. Дичо Зограф работи в Стружко, където изработва на няколко пъти иконите за иконостаса в църквата „Свети Атанасий“ в село Селци. След това изработва иконата на Света Богородица в църквата „Свети Никола“ в село Вевчани, подписана и датирана 1849 г. В 1850 г. рисува иконата „Рождество Богородично“ за църквата „Света Богородица“ в село Дренок.
Дичо Зограф завършва и работата по живописта в олтарното пространство на Кичевския манастир „Света Богородица Пречиста“. Иконите за иконостаса ги изписва в дълъг период. Престолните икони са от 1853 г., когато е датирана „Исус Христос Вседържител“, до 1864 г., когато са датирани „Свети Никола и Свети Спиридон“ и „Свети Георги и Свети Димитър“. Половината от празничните икони са от 1848 и 1849 година. Те вероятно са били за друга църква, но поради голямата поръчка били използвани за този иконостас. Останалите празнични икони са от 1864 г., когато са изработени и иконите на апостолите и евангелистите с дейсисната композиция.

### В Скопско
В 1850 – 1851 година е извикан обратно в Скопско и изписва престолните икони, царските двери, празничните икони, иконите от Чина и кръста на иконостаса в новоиздигнатия манастир „Свето Благовещение Богородично“ над Баняне и Горняне. В същата година изписва няколко по-малки икони за скопските църкви, като иконата на Свети Тома за църквата „Свети Спас“, подписана и датирана 20 декември 1851 година. 5 март 1851 г. е датирана и подписана иконата Богородица со Христос и други светители от църквата „Света Богородица Каменско“.
В 1852 година изписва иконостаса в църквата „Свети Димитър“ във Вълковия. Заедно с тайфата си изписва парапетните плочи, престолните икони, над тях ангелските глави в лунетите и празничните икони. Подписва и датира април 1852 година иконата на Света Богородица Одигитрия. На следната 1853 година изписва престолните икони за Любанския манастир „Свети Никола“.
В 1854 година рисува иконите на църквата „Свети Спас“ в Црешево. Иконописният ансамбъл на този храм, заедно с този в „Свети Никола“ в Глуво и „Свети Георги“ в Баняне, е един от най-хубавите и най-богатите от Дичовото творчество в Скопско. Негови са петте престолни икони: на Исус Христос Вседържител, подписана и датирана 1854, на Богородица с Христос, подписана и даттирана 6 ноември 1854 г., на Свети Йоан Предтеча, неподписана, на Свети Димитър, датирана 1854 и на Света Петка, подписана и датирана 1854 г. Изписна и царските двери и олтарната врата от протезиса със сцената „Архангел Михаил взема душата на богатия“. На върха вратата на отворен свитък е изписан тропар и има подпис и дата 1854, в долния дял на вратата също има Дичовите инициали, годината и имената на дарителите. Негови дела се и 15-те икони с апостолите и Дейсиса, 10-те празнични икони и кръстът над иконостаса с Христовото Разпятие, Богородица и Йоан Кръстител. Макар и неподписани съдейки по стила и типа светци, Дичо изписва и малките целувателни икони от иконостаса.
Дичо е автор на много икони от скопската църква „Свети Спас“ – Архангелски събор, Свети Филип, Света Параскева и Свети Арсений, датирани 1854 година, както и светците Симеон Стълпник, Арсений Велики, Авксентий, Орест, Евстатий, Евгений и Мардарий, Кирил и Методий, Владимир и Юлита, Прокопий, Меркурий и Екатерина, пророк Данаил, Трифон и архиерей Стефан, Йоан Лествичник и апостол Варнава, Възнесение Христово, Слизане на Христос в ада. От същата година е и портрета на йеромонах Самуил от манастира Трескавец.
В 1855 година работи в църквата „Свети Никола“ в Глуво. Изписва иконите от иконостаса и полуцилиндричния свод в притвора. Дичо се подписва накрая на ктиторския надпис и оставя дата 1855 г. Десетте престолни икони са Исус Христос Вседържител, подписана, Богородица с Христос, подписана, Свети Йоан Предтеча, Свети Никола, подписана и датирана и неподписаните Свети Архангел Михаил, Свети Атанасий Александриски, Свети Георги и Свети Димитър, Коронясване на Богородица, Свети Харалампий и Света Петка. Негови са и царските двери, 12-те апостолски и 12-те празнични икони, между които е и иконата на Христовото Възкресение и кръстът над иконостаса с Разпятието Христово. Малките целувателни икони на иконостасот вероятно са дело на сътрудниците му. Стенописите са силно повредени, тъй като са с лоша подложка. Запазена е сцената на Исус Христос Вседържител на тавана, а от лявата и дясната му страна има фронтални изображения на по четири пророци. Над главата на Исус е композицията Възкресение Христово. Под фигурите на пророците е изписана молитва и на края годината 1855.
В същата година работи и престолните икони в църквата „Свети Никола“ в Маврово.
На следната 1856 г. работи в храма „Света Троица“ в село Чучер. Дичо е автор на всички престолни икони и на кръста над иконостаса със Света Богородица, Разпънатия Христос в средата и Йоан Кръстител, а според надпис, стоял до входната врата на старата църква завършва и живописта на 29 октомври 1856 година. След разрушаването на храма е запазен кръстът на иконостаса и престолните икони на Исус Христос Вседържител, Богородица с Христос, Свети Йоан Предтеча, Свети Никола, Свети Атанасий Александрийски, Коронясване на Света Богородица, Свети Архангел Михаил, Свети Харалампий и Света Петка. На първите шест икони има зле запазени надписи с дарителите и част от Дичовия подпис, а последните три макар и неподписани без съмнение са негово дело.
В 1856 година рисува големите олтарни икони за „Свети Никола“ в Куманово – Свети Спиридон, Света Богородица, Христос, Иван Кръстител. През февруари на следната 1857 година изписва за същата църква иконите на Свети Димитър и Свети Георги. В същата 1857 година изработва иконостасните икони за Забелския манастир край Старо Нагоричане.
От същата 1856 година има негова икона на Свети Тома в Неготин, Сърбия, която по-късно изчезва. В неготинската катедрала „Света Троица“ има негова икона на Света Богородица с Христос.
След Кумановско се връща в Скопско и през април 1857 година изписва иконите за вече несъществуващата църква „Свети Никола“ в Долно Водно, като тези на Архангел Михаил, Свети Никола, Христос и Богородица са подписани. В същата 1857 година изписва и подписва осем икони за църквата „Света Богородица“ в Скопие, между които Свети Иван Рилски и Свети Прохор Пчински. За този храм работи и в 1860 година, като от тези му дела се отличават царските двери с композицията „Благовещение“, дарена от Йован Манойлович. При пожара в църквата от 1944 година следите на повечето от тези икони са изгубени.
Отново в 1857 г. изписва две престолни икони на Света Богородица с Христос и Исус Христос Вседържител за иконостаса в църквата „Свети Илия“ в село Кадино, подписани и датирани 20 април 1857.
В края на 1857 и 1858 година Дичо изпълнява голяма поръчка за църквата „Свети Спас“ в Драчево. За иконостаса на този храм Дичо изписва Архангел Михаил на олтарната врата на протезиса, престолната икона с изображението на Свети Харалампий и празничната икона Възнесение Христово, подписана и датирана 26 ноември 1857 г. Останалите престолни и празнични икони и иконите с апостолите вероятно са дело на Дичовите сътрудници. В храма има около петдесет по-малки икони, изписани от Дичо Зограф, ценни поради богатия си иконографски репертоар.
В 1858 година Дичо Зограф изписва за църквата „Света Троица“ в Гумендже иконите на Света Троица, Свети Йоан Кръстител, Свети Георги и Успение. Иконите за тази църква вероятно са работени в скопското ателие на Дичо. В 1859 година Дичо работи за църквата „Света Марина“ в гостиварското село Зубовце, като подписва и датира престолната икона на светицата покровителка. В същата година е изработен и иконостасът в църквата „Света Петка“ в Гостивар, където Дичо изписва престолните икони, работени няколко години по-рано от 1853 до 1856 година.
От ноември 1859 до март 1860 година рисува едни от най-големите си икони в църквата „Света Троица“ във Враня. Във Враня Дичо изписва престолните, празничните, апостолските и целувателните икони, като царските двери, иконите на плат и Разпятието са на други иконописци. Иконите във Враня показват добър композиционен усет, имат богата колоритна хармония с обилна употреба на злато, сложен охров на лицата с леки зеленикави сенки, изпълнени са с вкус и висока техника. По иконите във вранската църква има тропари. От 1860 година е и престолната икона на Исус Христос Вседържител от „Свети Никола“ в Бърчево. След Враня се връща в Скопие, работи в „Света Богородица“ и след това изписва две икони за „Св. св. Константин и Елена“ – Богородица с Христос и светци, подписана и датирана 2 декември 1860 г., и Въведение на Богородица и светци, подписана и датирана 14 февруари 1861 г. На 23 март 1861 г. завършва последното си дело в Скопско – иконата на Свети Никола и Свети Стефан в „Свети Пантелеймон“ в Горно Нерези.

### В Охридско и Стружко
От 1862 година Дичо работи в Охридско няколко години. В същата година обновява иконостаса на църквата „Свети Никола Геракомия“. Подписва и датира иконата на Христос Вседържител и царските двери. Негова е и живописта в сводовете на северния и южния кораб и трите слепи купола.
От Дичо Зограф са и частично запазените две сценописни сцени на западната страна на наоса на църквата „Света Богородица Челница“. Стенописите са с по-слаби качества от тези на Дичовите икони. От образите са запазени само Кирил и Методий, а останалите са пейзажи и други. Според надписа живописта е завършена на 20 ноември 1862 година. Същата 1862 година Дичо работи и в храма „Свети Архангел Михаил“ в село Ташмарунища, където подписва иконите на Свети Йоан Предтеча и Архангел Михаил.
От 1862 година са и няколко икони на Дичо Зограф в „Света Богородица Перивлепта“ („Свети Климент“) – Кръщене Христово, кръстът с разпятието, Богородица и Йоан. В църквата Дичо работи и през следващите години – иконите на Свети Климент и Св. св. Кирил и Методий на входа са от 1863 година, Възкресение – от 1864 година. На иконостаса има надпис с дата 1866 година, който обозначава, че Дичо е рисувал големите табла под иконостасните икони. На таблата са композициите Лествици Яковлеви, Гостоприемството Аврамово и Изгарянето на Содом и Гомор. В 1863 година завършва живописта в „Света Богородица Каменско“. Рисува в „Големи Свети Врачи“ и иконостаса в „Свети Никола“ в Долна Влашка махала. В „Света Богородица Болничка“ има три икони – първата на Екатерина, Параскева, Йоан и Матрона, втората на Василий Велики, Йоан Златоуст и Григорий Богослов и третата на Кирил и Юлита, Климент, Владимир, Архангел Михаил, Йоаким и Ана, Еразъм и Стилиян. Първите две са подписани и датирани 1864 година и са технически отлично изпълнени със забележителен колорит.
Дичо при престоя си в Охрид получава и частни поръчки – флоралната декорация – кантарос с цвете в нишата на приемната на Робевата къща от 1862 г., както и иконата със Седмочислениците със Свети Еразъм и Свети Йоан Владимир от декември същата година, по поръчка на Фотияна Робева. За братя Пърличеви в 1864 г. изписва икона на Богородица Сладколюбеща.
На 2 май 1864 година Дичо завършва живописта в храма „Свети Илия“ в Селце, а иконостасът, чиято конструкция, според датираните парапетни плочи със сцени от Стария завет е поставена през април 1864 г., е завършен в 1866 година. В 1865 година Дичо Зограф се установява в Епаноми с братята си и работи в църквата „Успение Богородично“. След работата в „Света Богородица Перивлепта“ в 1866 г. отново е в Реканско и работи иконите за иконостаса и живописта в „Успение Богородично“ в Гари. В същата година работи и иконостасните икони в „Свети Илия“ в Стенче.
В 1867 година работи икони за църквите „Свети Никола“ във Вевчани с изписани тропари и „Света Богородица“ в Боровец, Стружко.
Творби на Дичо Зограф има в църквите в Северозападна България, датирани 1863, 1865 и 1867. Македонските майстори, построили в 1858 година църквата „Св. св. Петър и Павел“ в Кула, препоръчали Дичо Зограф като иконописец и според местни спомени той пребивавал в града в 1863 година. Две от десетте царски икони са негови – на Богородица с Младенеца и на Христос Вседържител, от които първите две са подписани и датирани 20 август 1863 г. Останалите икони са на Евгений Попкузманов, положил усилия да имитира стила на Дичо Зограф. От 1861 година е иконата на Богородица Сладколюбеща, която е била в „Свети Никола“ в Лом, но по-късно изчезва. Дичови икони датирани 14, 16 и 20 декември 1867 година има и в църквата „Свети Илия“ в Градец – Архангел Михаил – изписана с изключително майсторство, Свети Илия, Христос Велик Архиерей. В „Свети Пантелеймон“ във Видин иконата на Св. св. Кирил и Методий е на Дичо Зограф. Негова икона на същите светци от 1867 година има и в Ломския музей, където има негови икони и от 1866 година. Негови икони, датирани от май до септември 1867 година има във „Възнесение Господне“ в Слана бара и в „Свети Илия“ в Градец от декември 1867 година.
В 1868 година Дичо се връща в Бигорския манастир и рисува портретите на йеромонах Теодосий и игумена Йоаким на източната стена на мъжката трапезария. В „Свети Георги“ в кичевското село Белица са последните подписани и датирани септември 1868 година икони на Дичо Зограф, смятани за едни от най-красивите му дела.
Дичо Зограф поддържа контакти със Стефан Веркович в Сяр и му изпраща различни старини. В писмо до него от 30 септември 1869 година се подписва като „Дичо живописецъ Болгаринъ“.
Умира през 1872 година при нещастен случай, отровен от втората си съпруга, дала му погрешка силна отрова, използвана за позлатяване на икони, вместо лекарство. В предаването „Премълчаната история“ по програма „Христо Ботев“ на БНР от 12.07.2017 г. Марияна Шабаркова, издател, пътешественик и изследовател, изказва предположение, че Дичо Зограф най-вероятно е починал вследствие на отровните изпарения при рисуване на стенописи.
Нито синът му Аврам Дичов, учил при него, нито внукът му Кръстьо Аврамов достигат като зографи високото му майсторство. При Дичо Зограф учат и Максим Ненов и Петър Новев.
Дичо Зограф е оставил и две ръкописни ерминии. Първата (Cod. D. Slavo 412 в Центъра „Проф. Иван Дуйчев“ в София) е оригинално произведение, написано около 1835 – 1839 г. Тя е издадена на осъвременен български и е преведена на немски език. Втората ерминия, написана около 1830 – 1850 година, се съхранява понастоящем в Националния исторически музей – София с шифър „МИС 1286“. Тя е превод от гръцки, представлява компилативно съчинение по Дионисиевата ерминия и е от по-малък интерес. В началото Дичо Зограф пише:
| „ | Къ читателю от трудившагося преводе. Сей мой оубогой трудъ бе въ преводе съ греческаго на славенскiи iазикъ показанъй аще кому и благоразумниихъ ѝ богомудръiхъ читателей мучится чести, или преписовати молю да не оудивляется зде некоимъ просторечiемъ и на некiйхъ местахъ неправилному сочиненiю еже въсей книзе оупотребися а най паче иностранъемъ некiймъ именамъ и простъiмъ болгарскiймъ наречiемъ въ разглаголствiяхъ обносимимъ яже зрятся не по правилнимъ падежамъ и граматическому сочиненiемъ положена битъi... | “ |

## Родословие
|  |  |  |  |  |  |               |               |               |               |               |               |  |  |              |              |              |              |                  |                  |                  |                  |                  |                  |                |                |                               |                               |                               |                               | Дичо                          |                               |                           |                           |                           |                           |               |               |                |                |                |                |                                   |                                   |                                   |                                   |                                   |                                   |             |             |             |             |  |  |             |             |             |             |             |             |  |  |               |               |               |               |               |               |  |  |  |  |  |  |  |  |  |  |  |  |  |  |  |  |  |  |  |  |  |  |  |  |  |  |  |  |  |  |  |  |  |  |  |  |  |  |  |  |  |  |  |  |  |  |  |  |  |  |  |  |  |  |  |  |
|  |  |  |  |  |  |               |               |               |               |               |               |  |  |              |              |              |              |                  |                  |                  |                  |                  |                  |                |                |                               |                               |                               |                               |                               |                               |                           |                           |                           |                           |               |               |                |                |                |                |                                   |                                   |                                   |                                   |                                   |                                   |             |             |             |             |  |  |             |             |             |             |             |             |  |  |               |               |               |               |               |               |  |  |  |  |  |  |  |  |  |  |  |  |  |  |  |  |  |  |  |  |  |  |  |  |  |  |  |  |  |  |  |  |  |  |  |  |  |  |  |  |  |  |  |  |  |  |  |  |  |  |  |  |  |  |  |  |
|  |  |  |  |  |  |               |               |               |               |               |               |  |  |              |              |              |              |                  |                  |                  |                  |                  |                  |                |                |                               |                               |                               |                               | Кръсте Дичов (около 1784 – ?) |                               |                           |                           |                           |                           |               |               |                |                |                |                |                                   |                                   |                                   |                                   |                                   |                                   |             |             |             |             |  |  |             |             |             |             |             |             |  |  |               |               |               |               |               |               |  |  |  |  |  |  |  |  |  |  |  |  |  |  |  |  |  |  |  |  |  |  |  |  |  |  |  |  |  |  |  |  |  |  |  |  |  |  |  |  |  |  |  |  |  |  |  |  |  |  |  |  |  |  |  |  |
|  |  |  |  |  |  |               |               |               |               |               |               |  |  |              |              |              |              |                  |                  |                  |                  |                  |                  |                |                |                               |                               |                               |                               |                               |                               |                           |                           |                           |                           |               |               |                |                |                |                |                                   |                                   |                                   |                                   |                                   |                                   |             |             |             |             |  |  |             |             |             |             |             |             |  |  |               |               |               |               |               |               |  |  |  |  |  |  |  |  |  |  |  |  |  |  |  |  |  |  |  |  |  |  |  |  |  |  |  |  |  |  |  |  |  |  |  |  |  |  |  |  |  |  |  |  |  |  |  |  |  |  |  |  |  |  |  |  |
|  |  |  |  |  |  |               |               |               |               |               |               |  |  |              |              |              |              |                  |                  |                  |                  |                  |                  |                |                |                               |                               |                               |                               | Димитър Кръстев (1819 – 1872) |                               |                           |                           |                           |                           |               |               |                |                |                |                |                                   |                                   |                                   |                                   |                                   |                                   |             |             |             |             |  |  |             |             |             |             |             |             |  |  |               |               |               |               |               |               |  |  |  |  |  |  |  |  |  |  |  |  |  |  |  |  |  |  |  |  |  |  |  |  |  |  |  |  |  |  |  |  |  |  |  |  |  |  |  |  |  |  |  |  |  |  |  |  |  |  |  |  |  |  |  |  |
|  |  |  |  |  |  |               |               |               |               |               |               |  |  |              |              |              |              |                  |                  |                  |                  |                  |                  |                |                |                               |                               |                               |                               |                               |                               |                           |                           |                           |                           |               |               |                |                |                |                |                                   |                                   |                                   |                                   |                                   |                                   |             |             |             |             |  |  |             |             |             |             |             |             |  |  |               |               |               |               |               |               |  |  |  |  |  |  |  |  |  |  |  |  |  |  |  |  |  |  |  |  |  |  |  |  |  |  |  |  |  |  |  |  |  |  |  |  |  |  |  |  |  |  |  |  |  |  |  |  |  |  |  |  |  |  |  |  |
|  |  |  |  |  |  |               |               |               |               |               |               |  |  |              |              |              |              |                  |                  |                  |                  |                  |                  |                |                |                               |                               |                               |                               |                               |                               |                           |                           |                           |                           |               |               |                |                |                |                |                                   |                                   |                                   |                                   |                                   |                                   |             |             |             |             |  |  |             |             |             |             |             |             |  |  |               |               |               |               |               |               |  |  |  |  |  |  |  |  |  |  |  |  |  |  |  |  |  |  |  |  |  |  |  |  |  |  |  |  |  |  |  |  |  |  |  |  |  |  |  |  |  |  |  |  |  |  |  |  |  |  |  |  |  |  |  |  |
|  |  |  |  |  |  | Евгений Дичов | Евгений Дичов | Евгений Дичов | Евгений Дичов | Евгений Дичов | Евгений Дичов |  |  | Нестор Дичов | Нестор Дичов | Нестор Дичов | Нестор Дичов | Нестор Дичов     | Нестор Дичов     |                  |                  | Арсений Дичов    | Арсений Дичов    | Арсений Дичов  | Арсений Дичов  | Арсений Дичов                 | Арсений Дичов                 |                               |                               | Аврам Дичов (1840 – 1923)     | Аврам Дичов (1840 – 1923)     | Аврам Дичов (1840 – 1923) | Аврам Дичов (1840 – 1923) | Аврам Дичов (1840 – 1923) | Аврам Дичов (1840 – 1923) |               |               | Спиридон Дичов | Спиридон Дичов | Спиридон Дичов | Спиридон Дичов | Спиридон Дичов                    | Спиридон Дичов                    |                                   |                                   | Евтим Дичов                       | Евтим Дичов                       | Евтим Дичов | Евтим Дичов | Евтим Дичов | Евтим Дичов |  |  | Божин Дичов | Божин Дичов | Божин Дичов | Божин Дичов | Божин Дичов | Божин Дичов |  |  | Тамяна Дичова | Тамяна Дичова | Тамяна Дичова | Тамяна Дичова | Тамяна Дичова | Тамяна Дичова |  |  |  |  |  |  |  |  |  |  |  |  |  |  |  |  |  |  |  |  |  |  |  |  |  |  |  |  |  |  |  |  |  |  |  |  |  |  |  |  |  |  |  |  |  |  |  |  |  |  |  |  |  |  |  |  |
|  |  |  |  |  |  | Евгений Дичов | Евгений Дичов | Евгений Дичов | Евгений Дичов | Евгений Дичов | Евгений Дичов |  |  | Нестор Дичов | Нестор Дичов | Нестор Дичов | Нестор Дичов | Нестор Дичов     | Нестор Дичов     |                  |                  | Арсений Дичов    | Арсений Дичов    | Арсений Дичов  | Арсений Дичов  | Арсений Дичов                 | Арсений Дичов                 |                               |                               | Аврам Дичов (1840 – 1923)     | Аврам Дичов (1840 – 1923)     | Аврам Дичов (1840 – 1923) | Аврам Дичов (1840 – 1923) | Аврам Дичов (1840 – 1923) | Аврам Дичов (1840 – 1923) |               |               | Спиридон Дичов | Спиридон Дичов | Спиридон Дичов | Спиридон Дичов | Спиридон Дичов                    | Спиридон Дичов                    |                                   |                                   | Евтим Дичов                       | Евтим Дичов                       | Евтим Дичов | Евтим Дичов | Евтим Дичов | Евтим Дичов |  |  | Божин Дичов | Божин Дичов | Божин Дичов | Божин Дичов | Божин Дичов | Божин Дичов |  |  | Тамяна Дичова | Тамяна Дичова | Тамяна Дичова | Тамяна Дичова | Тамяна Дичова | Тамяна Дичова |  |  |  |  |  |  |  |  |  |  |  |  |  |  |  |  |  |  |  |  |  |  |  |  |  |  |  |  |  |  |  |  |  |  |  |  |  |  |  |  |  |  |  |  |  |  |  |  |  |  |  |  |  |  |  |  |
|  |  |  |  |  |  |               |               |               |               |               |               |  |  |              |              |              |              |                  |                  |                  |                  |                  |                  |                |                |                               |                               |                               |                               |                               |                               |                           |                           |                           |                           |               |               |                |                |                |                |                                   |                                   |                                   |                                   |                                   |                                   |             |             |             |             |  |  |             |             |             |             |             |             |  |  |               |               |               |               |               |               |  |  |  |  |  |  |  |  |  |  |  |  |  |  |  |  |  |  |  |  |  |  |  |  |  |  |  |  |  |  |  |  |  |  |  |  |  |  |  |  |  |  |  |  |  |  |  |  |  |  |  |  |  |  |  |  |
|  |  |  |  |  |  |               |               |               |               |               |               |  |  |              |              |              |              | Босилка Аврамова | Босилка Аврамова | Босилка Аврамова | Босилка Аврамова | Босилка Аврамова | Босилка Аврамова |                |                | Кръстьо Аврамов (1866 – 1939) | Кръстьо Аврамов (1866 – 1939) | Кръстьо Аврамов (1866 – 1939) | Кръстьо Аврамов (1866 – 1939) | Кръстьо Аврамов (1866 – 1939) | Кръстьо Аврамов (1866 – 1939) |                           |                           | Божил Аврамов             | Божил Аврамов             | Божил Аврамов | Божил Аврамов | Божил Аврамов  | Божил Аврамов  |                |                | Пандил Аврамов (1869 – след 1943) | Пандил Аврамов (1869 – след 1943) | Пандил Аврамов (1869 – след 1943) | Пандил Аврамов (1869 – след 1943) | Пандил Аврамов (1869 – след 1943) | Пандил Аврамов (1869 – след 1943) |             |             |             |             |  |  |             |             |             |             |             |             |  |  |               |               |               |               |               |               |  |  |  |  |  |  |  |  |  |  |  |  |  |  |  |  |  |  |  |  |  |  |  |  |  |  |  |  |  |  |  |  |  |  |  |  |  |  |  |  |  |  |  |  |  |  |  |  |  |  |  |  |  |  |  |  |
|  |  |  |  |  |  |               |               |               |               |               |               |  |  |              |              |              |              | Босилка Аврамова | Босилка Аврамова | Босилка Аврамова | Босилка Аврамова | Босилка Аврамова | Босилка Аврамова |                |                | Кръстьо Аврамов (1866 – 1939) | Кръстьо Аврамов (1866 – 1939) | Кръстьо Аврамов (1866 – 1939) | Кръстьо Аврамов (1866 – 1939) | Кръстьо Аврамов (1866 – 1939) | Кръстьо Аврамов (1866 – 1939) |                           |                           | Божил Аврамов             | Божил Аврамов             | Божил Аврамов | Божил Аврамов | Божил Аврамов  | Божил Аврамов  |                |                | Пандил Аврамов (1869 – след 1943) | Пандил Аврамов (1869 – след 1943) | Пандил Аврамов (1869 – след 1943) | Пандил Аврамов (1869 – след 1943) | Пандил Аврамов (1869 – след 1943) | Пандил Аврамов (1869 – след 1943) |             |             |             |             |  |  |             |             |             |             |             |             |  |  |               |               |               |               |               |               |  |  |  |  |  |  |  |  |  |  |  |  |  |  |  |  |  |  |  |  |  |  |  |  |  |  |  |  |  |  |  |  |  |  |  |  |  |  |  |  |  |  |  |  |  |  |  |  |  |  |  |  |  |  |  |  |
|  |  |  |  |  |  |               |               |               |               |               |               |  |  |              |              |              |              |                  |                  |                  |                  |                  |                  |                |                |                               |                               |                               |                               |                               |                               |                           |                           |                           |                           |               |               |                |                |                |                |                                   |                                   |                                   |                                   |                                   |                                   |             |             |             |             |  |  |             |             |             |             |             |             |  |  |               |               |               |               |               |               |  |  |  |  |  |  |  |  |  |  |  |  |  |  |  |  |  |  |  |  |  |  |  |  |  |  |  |  |  |  |  |  |  |  |  |  |  |  |  |  |  |  |  |  |  |  |  |  |  |  |  |  |  |  |  |  |
|  |  |  |  |  |  |               |               |               |               |               |               |  |  |              |              |              |              |                  |                  |                  |                  | Сарджо Кръстев   | Сарджо Кръстев   | Сарджо Кръстев | Сарджо Кръстев | Сарджо Кръстев                | Сарджо Кръстев                |                               |                               | Мойсо Кръстев                 | Мойсо Кръстев                 | Мойсо Кръстев             | Мойсо Кръстев             | Мойсо Кръстев             | Мойсо Кръстев             |               |               |                |                |                |                | Димитър Пандилов (1898 – 1963)    | Димитър Пандилов (1898 – 1963)    | Димитър Пандилов (1898 – 1963)    | Димитър Пандилов (1898 – 1963)    | Димитър Пандилов (1898 – 1963)    | Димитър Пандилов (1898 – 1963)    |             |             |             |             |  |  |             |             |             |             |             |             |  |  |               |               |               |               |               |               |  |  |  |  |  |  |  |  |  |  |  |  |  |  |  |  |  |  |  |  |  |  |  |  |  |  |  |  |  |  |  |  |  |  |  |  |  |  |  |  |  |  |  |  |  |  |  |  |  |  |  |  |  |  |  |  |